# 布拉格菌属
布拉格菌属為肠杆菌目布杰约维采菌科的一属好氧或兼性厌氧发酵型革兰氏阴性杆菌。此属的模式种为泉布拉格菌(Pragia pneumoniae)。

## 下属物种
本属包括以下物种：
- 泉布拉格菌 Pragia fontium Aldová et al. 1988